# باتسي رولاندز
باتريشيا إيمي رولاندز (19 يناير 1931 - 22 يناير 2005)، هي مُمثلة إنجليزية اشتهرت بأدوارها في سلسلة أفلام «Carry On»، وبشخصية بيتي لويس في المسلسل الكوميدي «Bless This House» على قناة ITV Thames، وبشخصية أليس ميريديث في المسلسل الكوميدي «Hallelujah!» على قناة Yorkshire Television .

## روابط خارجية
باتسي رولاندز على موقع IMDb (الإنجليزية)
- باتسي رولاندز على موقع روتن توميتوز (الإنجليزية)
- باتسي رولاندز على موقع ألو سيني (الفرنسية)
- باتسي رولاندز على موقع ميوزك برينز (الإنجليزية)
- باتسي رولاندز على موقع أول موفي (الإنجليزية)
- باتسي رولاندز على موقع قاعدة بيانات الأفلام السويدية (السويدية)
- باتسي رولاندز على موقع إن إن دي بي (الإنجليزية)
- باتسي رولاندز على موقع ديسكوغز (الإنجليزية)
- باتسي رولاندز على موقع قاعدة بيانات الفيلم (الإنجليزية)
- باتسي رولاندز على موقع كينوبويسك (الروسية)